# Antoni Bannassat
Antoni Bannassat (ur. 20 maja 1729 w Guéret, zm. 18 sierpnia 1794 w Rochefort) – francuski duchowny katolicki, męczennik chrześcijański i błogosławiony Kościoła katolickiego.
Pochodził z religijnej rodziny i został kapłanem. Uwięziony podczas antykatolickich prześladowań we Francji, zmarł na pokładzie więziennego statku Deux-Associés w Rochefort.
Beatyfikowany został przez papieża Jana Pawła II w dniu 1 października 1995 roku w grupie 64 męczenników z Rochefort, których wspomnienie liturgiczne w Kościele katolickim obchodzone jest 18 sierpnia.